# 小行星17925
小行星17925（17925 Dougweinberg）是一颗绕太阳运转的小行星，为主小行星带小行星。该小行星于1999年4月15日发现。

## 轨道参数
小行星17925的轨道半长轴为2.3973679 UA，离心率为0.137。